# Pałac w Lipcach
Pałac w Lipcach – wybudowany w XIX w. w Lipcach.

## Położenie
Pałac położony jest we wsi w Polsce, w województwie dolnośląskim, w powiecie legnickim, w gminie Miłkowice.

## Historia
Obiekt jest częścią zespołu pałacowego, w skład którego wchodzi jeszcze podmokły park. Bardzo prawdopodobne jest to, że dróżki biegły na groblach, zachowanych do dzisiaj. Inne elementy są zniszczone. Drzewostan zaniedbany: część starodrzewu usunięta, gęste poszycie, liczne samosiewy.